# Leptomischus
Leptomischus là một chi thực vật có hoa trong họ Thiến thảo (Rubiaceae).

## Loài
Chi Leptomischus gồm các loài: